# C'est ma prière
Singles de Mike Brant
Qui saura
(1972) Rien qu'une larme
(1973)
C'est ma prière est une chanson du chanteur israélien Mike Brant, sortie en 45 tours en 1972. Elle est composée par Mike Brant et écrite par Richard Seff.
Elle obtient le succès, atteignant notamment la 1re position des hit-parades français et belge wallon. Après Laisse-moi t'aimer et Qui saura, C'est ma prière est la troisième chanson de Mike Brant à se classer à la première place du hit-parade en France.

## Liste de titres
| 1. | C'est ma prière                     | Richard Seff | Mike Brant | 3:05 |
| 2. | L'amour c'est ça, l'amour c'est toi | Robert Talar | Paul Korda | 3:10 |

| 1. | Laisse-moi t'aimer | Jean Renard  | Jean Renard | 3:25 |
| 2. | C'est ma prière    | Richard Seff | Mike Brant  | 3:05 |

## Classements
| Classement (1972-73)                    | Meilleure position |
| --------------------------------------- | ------------------ |
| Belgique (Wallonie Ultratop 50 Singles) | 1                  |
| France (CIDD)                           | 1                  |
| Québec (Palmarès francophone)           | 23                 |
| Suisse (Schweizer Hitparade)            | 2                  |
| Turquie (Billboard)                     | 41                 |

| Classement (1972) | Position |
| ----------------- | -------- |
| France (IFOP)     | 3        |

## Reprises
En 2014, Amaury Vassili reprend C'est ma prière sur l'album Amaury Vassili chante Mike Brant.

## Historique de sortie

### 45 tours
| Pays     | Date         | Face A             | Face B                              | Label      |
| -------- | ------------ | ------------------ | ----------------------------------- | ---------- |
| France   | octobre 1972 | C'est ma prière    | L'amour c'est ça, l'amour c'est toi | CBS        |
| Canada   | 1972         | C'est ma prière    | L'amour c'est ça, l'amour c'est toi | Gamma      |
| Pays-Bas | 1972         | C'est ma prière    | L'amour c'est ça, l'amour c'est toi | CBS        |
| Portugal | 1972         | C'est ma prière    | L'amour c'est ça, l'amour c'est toi | Alvorada   |
| Turquie  | 1972         | C'est ma prière    | Laisse-moi t'aimer                  | CBS        |
| France   | 1975         | Laisse-moi t'aimer | C'est ma prière                     | CBS        |
| Belgique | 1978         | C'est ma prière    | Qui saura                           | CBS        |
| France   | 1978         | C'est ma prière    | Mais dans la lumière                | Sonopresse |